# Eurema boisduvaliana
Eurema boisduvaliana is een vlinder uit de familie van de witjes (Pieridae). De wetenschappelijke naam van de soort is voor het eerst geldig gepubliceerd in 1865 door Felder.